# Sult
Sult là một xã trong quận Gramsh thuộc hạt Elbasan, Albania. Dân số năm 2005 là 1405 người.